# Zlate vode
Zlate vode so presihajoči potok na planoti Pokljuka. Izvira pod goro Viševnik in se izliva v potok Ribnica. Ta nadaljuje pot v potok Mostnica, ki se izliva v Savo Bohinjko.